# میرزا سید علی موثق‌الملک
میرزا سید علی موثق‌الملک پسر سید حسن لواسانی و خواهرزاده ابراهیم‌خان امین‌السلطان از رجال دربار مظفرالدین‌شاه بود. در سال ۱۳۱۰ قمری ملقب به موثق‌الملک شد و شغلش رئیس صندوقخانه و رختدارخانه مظفرالدین‌شاه در زمان ولیعهدی و شاهی بود. همچنین از ۱۳۱۶ تا ۱۳۲۴ قمری تولیت مسجد سپهسالار را داشت.